# Żywe Muzeum Lawendy
Lawendowe Muzeum Żywe im. Jacka Olędzkiego – żywe muzeum otwarte w 2014 r. w Nowym Kawkowie na Warmii. Muzeum upowszechnia wiedzę na temat uprawy lawendy, a ponadto utrwala wiedzę etnograficzną o regionie.

## Historia muzeum
Początkowo w 2001 r. założono gospodarstwo agroturystyczne. Formalnie natomiast muzeum zostało zorganizowane z inicjatywy Joanny Posoch, która założyła organizację non profit Fundacja Lawendowe Muzeum Żywe im. Jacka Olędzkiego w Nowym Kawkowie na Warmii. Muzeum rozpoczęło działalność po uzyskaniu wsparcia finansowego w ramach projektu Polak Potrafi, gdzie zebrano kwotę ponad 65 tys. złotych. Fundacja została wpisana 15 maja 2014 do Krajowego Rejestru Sądowego.
W 2015 r. muzeum otrzymało I miejsce w konkursie „Godni naśladowania” za najlepszą inicjatywę organizacji pozarządowych województwa warmińsko-mazurskiego.
Oprócz zwiedzania pól lawendy, w muzeum odbywają się warsztaty samodzielnego wytwarzania naturalnych kremów, wód aromatycznych i olejków eterycznych. Przy muzeum działa sklep, w którym można nabyć rękodzieło lokalnych twórców z motywami lawendy, sadzonki i bukiety lawendowe, a także różne przetwory z lawendy.